# Józef Ślązak
Józef Alojzy Ślązak (ur. 17 listopada 1901 w Warszawie, zm. 4 grudnia 1944 w Flossenburgu) – polski tramwajarz, Sprawiedliwy wśród Narodów Świata.

## Życiorys
Mieszkał z żoną Agnieszką Ślązak oraz szóstką dzieci na warszawskim Targówku przy ulicy Wincentego 47. W czasie okupacji niemieckiej był zatrudniony jako konduktor tramwaju.. W 1942 r. wspólnie z żoną zaopiekował się Gizą Alterwajn (Gizellą Alterwein), półtorarocznym dzieckiem wyniesionym przez jego małżonkę z warszawskiego getta. Dziewczyna była przedstawiana jako krewna, natomiast o jej prawdziwej tożsamości wiedziało jedynie małżeństwo Ślązaków i ich najstarsza córka, Danuta, która zorganizowała dla Gizy fałszywe dokumenty na nazwisko Stefania Szymkowiak. Podczas powstania warszawskiego Ślązak został deportowany do obozu koncentracyjnego we Flossenburgu. Zmarł tamże 4 grudnia 1944 r. Uratowana przez niego Alterwajn przeżyła okupację pod opieką rodziny Ślązaków, po czym wyjechała wspólnie z odnalezioną rodziną najpierw do Łodzi, a następnie do Urugwaju.
1 czerwca 2010 r. Józef Ślazak został pośmiertnie uhonorowany tytułem Sprawiedliwy wśród Narodów Świata. Odznaczono wtedy także jego małżonkę, Agnieszkę Ślązak, oraz córkę, Danutę Gałkową.